# Vishwa Hindu Parishad
Vishwa Hindu Parishad (VHP; "Hinduiska världsrådet") är en hindunationalistisk organisation i Indien grundad 1964, ingående i nätverket Sangh Parivar.
Dess första konferens hölls den 21 maj 1964 i Sandipani Sadhanalaya i Mumbai. Konferensen kallades av RSS:s ledare Madhav Sadashiv Golwalkar. Den ledande kraften bakom organisationen var först Swami Chinmayananda; bland de religiösa ledare som deltog i grundande fanns även personer som Tenzin Gyatso, den 14:e Dalai Lama. Senare har bland annat Rajmata Vijayraje Scindia funnits med i ledningen. Organisationens motto är "Dharmo rakshiti rakshitah" (Genom att försvara vad som är rätt försvarar du dig själv) eller 'att den som skyddar dharma, skyddas av dharma'. Till symbol används en bild på ett indiskt fikonträd.
De sysslar med att:
- Stärka det hinduiska samhället
- Skydda, främja och sprida hinduiskt livssyn och spiritualitet
- Samordna med hinduer som bor utomlands, organisera och hjälpa dem att skydda hinduer och hindutva.
- Motverka sekteristiska skillnader mellan olika riktningar.
- Motverka konvertering.

Bajrang Dal brukar anses som VHP:s ungdomsorganisation. Organisationen VHP blev mer allmänt känd under 1980-talet genom sina kampanjer för Ramjanmabhoomi, vilket kulminerade i rivningen av Babri Masjid i Ayodhya 1992. Vishva Hindu Parishad fortsätter att vara en inflytelserik aktör inom hindunationalismen i Indien. Genom sina olika projekt och kampanjer arbetar organisationen för att stärka hinduisk identitet och värderingar, samtidigt som den därmed kan  befinna sig i konflikt med landets sekulära eller pluralistiska ideal.